# 1993 BN3
1993 BN3 är en asteroid i huvudbältet som upptäcktes 26 januari 1993 av den amerikanske astronomen Thomas J. Balonek vid Kitt Peak-observatoriet.
Den tillhör asteroidgruppen Vesta.